# 毛利時元
毛利 時元（もうり ときもと、生没年不詳）は、毛利基親の嫡男。越後毛利氏第3代当主。丹後入道慈阿。
父基親から家督を引き継ぎ当主となる。時元は越後国刈羽郡佐橋荘南条から柏崎北条に北条城を築城し本拠とした。後を嫡男の経高が継いだ。